# باك ها سون
بارك ها سان (بالكورية: 박하선)‏ مواليد 22 أكتوبر 1987 في سول، كوريا الجنوبية، هي ممثلة كورية جنوبية بدأت مسيرتها الفنية عام 2005.

## مسلسلات
أسبوعان (2013)
مركز رعاية ما بعد الولادة (2020)
شمس سوداء (2021).

## روابط خارجية
باك ها سون على موقع IMDb (الإنجليزية)
- باك ها سون على موقع قاعدة بيانات الفيلم (الإنجليزية)